# Bastián Bodenhöfer
Bastián Lorenzo Bodenhöfer Alexander, né le 1er juillet 1961 à Santiago, est un acteur, metteur en scène et musicien chilien.

## Cinéma
| Cinéma | Cinéma         | Cinéma            | Cinéma              |
| Année  | Film           | Rôld              | Réalisateur         |
| ------ | -------------- | ----------------- | ------------------- |
| 1987   | Sussi          |                   | Gonzalo Justiniano  |
| 1988   | Imagen latente | Pedro             | Pablo Perelman      |
| 1994   | Los Náufragos  | Matías            | Miguel Littín       |
| 1999   | Last Call      | Miguel            | Christine Lucas     |
| 2004   | Infieles       | Carlos            | Christine Lucas     |
| 2007   | Radio Corazón  | Jorge Covarrubias | Roberto Artiagoitía |

## Télévision

### Telenovelas
| Telenovelas | Telenovelas            | Telenovelas              | Telenovelas |
| Année       | Telenovela             | Rôle                     | Chaîne      |
| ----------- | ---------------------- | ------------------------ | ----------- |
| 1982        | La Gran Mentira        | Eduardo Echaurren        | TVN         |
| 1983        | El Juego de la Vida    | Cucho                    | TVN         |
| 1984        | La Represa             | Marcelo                  | TVN         |
| 1985        | Matrimonio de Papel    | Rodrigo Dellany          | Canal 13    |
| 1986        | Ángel Malo             | Roberto Álvarez          | Canal 13    |
| 1987        | Mi Nombre es Lara      | Pablo Mondetti           | TVN         |
| 1988        | Semidiós               | Alejandro "Alex" García  | Canal 13    |
| 1989        | Bravo                  | Eduardo Rivas            | Canal 13    |
| 1990        | ¿Te Conté?             | Leonardo "Leo"           | Canal 13    |
| 1991        | Ellas por Ellas        | Mario Caceres "Copuchas" | Canal 13    |
| 1992        | Trampas y Caretas      | Luis Felipe Fabres       | TVN         |
| 1993        | Ámame                  | Luciano Rivarosa         | TVN         |
| 1994        | Rojo y miel            | Rodrigo Carvajal         | TVN         |
| 1995        | Juegos de Fuego        | Lucas Pereira            | TVN         |
| 1996        | Loca piel              | Guillermo Carter         | TVN         |
| 1997        | Tic Tac                | Tomás Barcelona          | TVN         |
| 1999        | Aquelarre              | Ignacio Pastene          | TVN         |
| 2000        | Santo Ladrón           | Jacinto Algarañaz        | TVN         |
| 2006        | Montecristo            | Horacio Díaz             | Mega        |
| 2007        | Fortunato              | Emilio Uriarte           | Mega        |
| 2009        | Cuenta conmigo         | Camilo Sarmiento         | Canal 13    |
| 2010        | Conde Vrolok           | Barón Lucio Martino      | TVN         |
| 2010        | 40 y tantos            | Gaspar Mellado           | TVN         |
| 2011        | El laberinto de Alicia | Baltazar Andrade         | TVN         |
| 2011-2012   | Su nombre es Joaquín   | Raúl Sanfuentes          | TVN         |
| 2014-2015   | Valió la pena          | Raimundo Montes          | Canal 13    |

### Séries et unitaires
| Séries et unitaires | Séries et unitaires          | Séries et unitaires   | Séries et unitaires |
| Année               | Série                        | Rôle                  | Chaîne              |
| ------------------- | ---------------------------- | --------------------- | ------------------- |
| 2004                | Geografía del Deseo          | Javier                | TVN                 |
| 2004-2006           | JPT: Justicia para todos     | José Luis Orrego      | TVN                 |
| 2005                | Tiempo Final: En tiempo real | Gerardo               | TVN                 |
| 2005                | Loco por ti                  | Paulo Selman          | TVN                 |
| 2005                | Los Simuladores              | Mario Santos          | Canal 13            |
| 2007                | Héroes                       | Ignacio de la Carrera | Canal 13            |
| 2008-2009           | El Blog de la Feña           | Roberto Mc Gellar     | Canal 13            |
| 2012                | Cobre                        | William Blake         | Mega                |
| 2012                | El Reemplazante              | Rafael                | TVN                 |
| 2013                | Bim Bam Bum                  | Daniel                | TVN                 |